# Петров, Алексей Сергеевич (игрок в мини-футбол)
Алексей Сергеевич Петров (12 сентября 1987, Красноярск, СССР) — российский футболист, игрок в мини-футбол. Игрок оршанского клуба «Витэн» и сборной России по мини-футболу.

## Биография
Некоторое время Петров играл на любительском уровне, пока не привлёк внимание югорского клуба «Газпром-Югра», который своим приглашением и открыл ему путь в большой мини-футбол. В 2007 году на правах аренды выступал за ЦСКА, в первой половине сезона 2008/09 — за «Спартак», а затем вернулся в Югорск. В начале 2010 года Петров выступал за азербайджанский «Араз», в составе которого стал обладателем бронзовых наград Кубка УЕФА по мини-футболу 2009/10.
В 2008 году Петров в составе сборной России стал победителем первого чемпионата Европы среди молодёжных команд. Позднее дебютировал в студенческой сборной России, выиграв серебро студенческого чемпионата мира, а затем сыграл и за первую сборную страны.
В начале 2012 года был отдан в аренду московскому КПРФ.
Сезон 2013—2014 провёл в составе МФК «Мытищи».

## Достижения
- Победитель молодёжного чемпионата Европы 2008